# Скарб (фільм, 1975)
«Скарб» (рос. «Клад») — радянський художній фільм 1975 року, знятий на Свердловській кіностудії.

## Сюжет
У трест, очолюваний Арсланом Губайдуліним, приходить на роботу молодий інженер Анвар Тімбіков — син Каріма Тімбікова — вчителя і суперника Арслана — і жінки, любов до якої він проніс через все життя. Ця зустріч стала приводом спогадів Арслана про те, як в 50-ті роки, після служби в армії, він прийшов робітником на бурову. На його очах відбувалося освоєння татарської нафти. На місці села виросло велике сучасне місто… Тепер його шлях і його справу продовжить Анвар.

## У ролях
- Жанна Хамукова — Муневера
- Олександр Філіппенко — Арслан Шалімович Губайдулін
- Роман Громадський — Карім Тімбіков
- Шаукат Біктеміров — Нурішанов
- Лариса Пашкова — Файруза, сестра Арслана
- Маріанна Вертинська — Даша, наречена Анвара Тімбікова
- Габдулла Шамуков — Шаван, батько Арслана
- Афанасій Кочетков — Рашид Хакімов
- Анатолій Єгоров — Анвар Тімбіков, син Муневери (озвучив Валентин Грачов)
- Віра Мінкіна — Магіша, мати Арслана
- Костянтин Максимов — Іван Лук'янович Данилов, партійний начальник
- Равіль Шарафієв — Заріпов
- Раїс Галямов — Шамсутдінов, буровик
- Анатолій Ігонін — Арбузов, буровик
- Сергій Кіндишев — епізод
- Капітоліна Ламочкіна — епізод
- Олексій Овсєй — епізод
- Микола Погодін — шофер Арслана Губайдуліна
- Володимир Приходько — Борис Любимов, буровик
- Галина Умпелєва — Арслана Губайдуліна, секретар
- Юрій Васильєв — начальник

## Знімальна група
- Режисер — Ольгерд Воронцов
- Сценарист — Володимир Потоцький
- Оператор — Анатолій Лєсніков
- Композитор — Софія Губайдуліна
- Художник — Владислав Расторгуєв